# Nationalbibliothek Malta

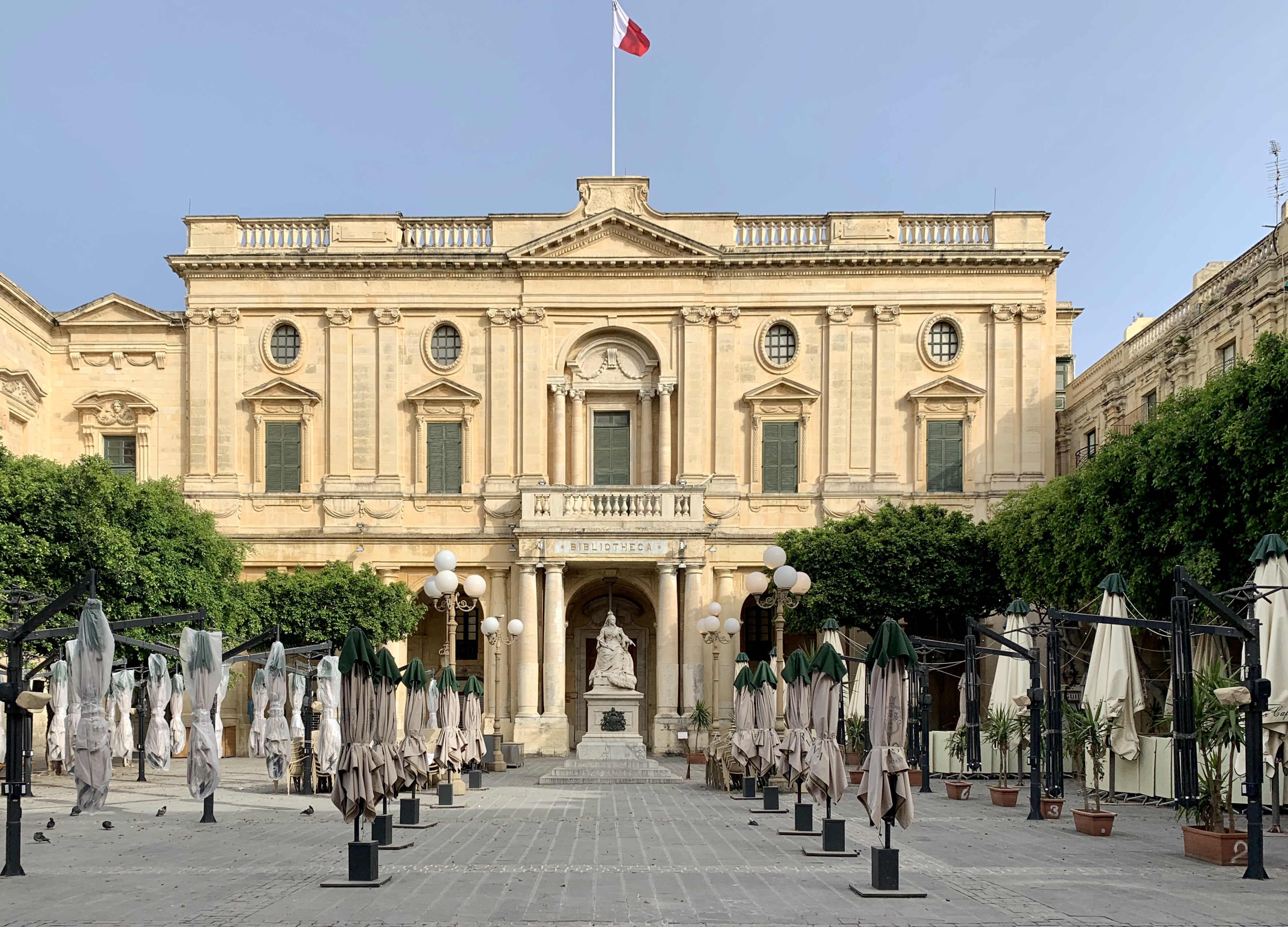
Die Nationalbibliothek von Malta in Valletta

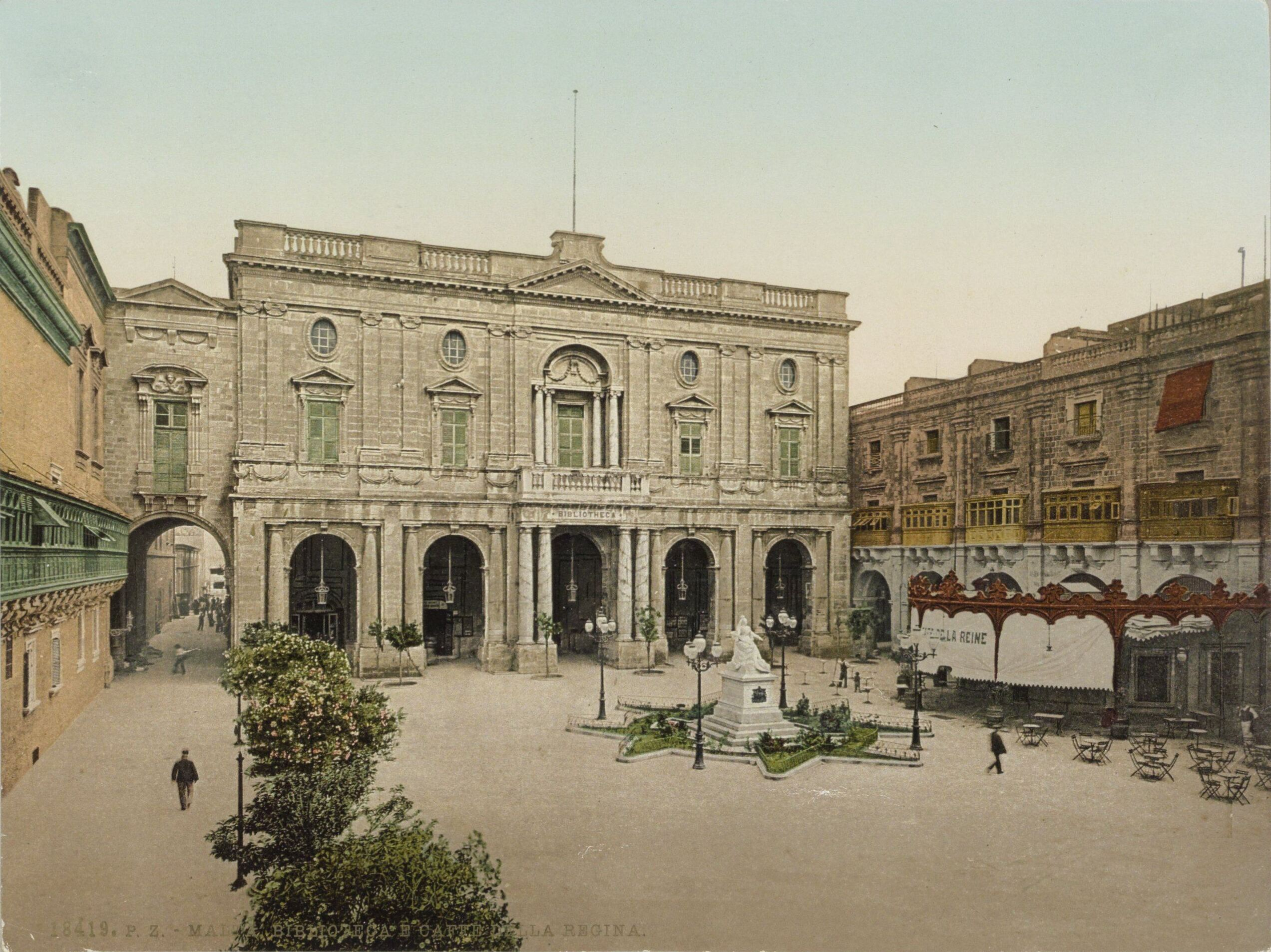
Die Fassade im Jahr 1906

Die Nationalbibliothek Malta (Bibljoteka Nazzjonali ta’ Malta, National Library of Malta) ist in der Stadt Valletta auf der Insel Malta angesiedelt. Ihre Ursprünge reichen bis ins 16. Jahrhundert zurück.

## Geschichte
Die Sammlung der Nationalbibliothek Malta wurde vom Johanniterorden begründet. Die ältesten Bestände stammten von Kreuzrittern, deren Bücher nach ihrem Tod laut einem Dekret des Jahres 1555 an den Orden übergingen.
Der Malteserordensritter Bailli Fra Jean Louis Guérin de Tencin wird als der Begründer der Bibliothek betrachtet. Er verstarb 1766 und hinterließ 9.700 Bände.
Unter britischer Besatzung bezog die Bibliothek zum Geburtstag Georgs III. am 4. Juni 1812 ein neues Gebäude. 1925 erhielt sie das Pflichtexemplarsrecht. Seit 1976 wird sie offiziell als Nationalbibliothek bezeichnet.

## Aufgaben
Aufgabe der Nationalbibliothek ist die Verzeichnung maltesischer Publikationen in der The Malta National Bibliography - Bibljografija Nazzjonali ta' Malta.